# مطبخ الحب
مطبخ الحب (أو عنوانه الأصلي لا ترايفل عادي ) هو فيلم كوميدي رومانسي بريطاني عام 2011 من إخراج جيمس هاكينج وبطولة دوجراي سكوت ، وكلير فورلاني ، وميشيل رايان ، وشيف المشاهير جوردون رامزي في دوره التمثيلي الأول. كتب هارينجتون أيضًا سيناريو الفيلم ، وكان أول فيلم طويل للمخرج. تلقى إصدارًا مسرحيًا محدودًا في المملكة المتحدة ، حيث حصل على 121 جنيهًا إسترلينيًا في عطلة نهاية الأسبوع الافتتاحية من خمس شاشات. تم إصداره مباشرة على DVD في الولايات المتحدة. أعطى نقاد الفيلم تقييمات سلبية في الغالب ، وحصل الفيلم على درجة 19 ٪ على روتن توميتوز .

## طاقم التمثيل
- دوجراي سكوت في دور روب هالي
- كلير فورلاني بدور كيت تمبلتون
- ميشيل ريان في دور شونا
- سيمون كالو في دور جاي ويذرسبون
- شيري لونجي بدور مارجريت
- جوردون رامزي بنفسه
- جوشوا بومان بدور روبرتو
- بيتر باولز في دور ماكس تمبلتون
- لي بوردمان بدور لوز
- آدم فوجيرتي بدور تيري
- فيليب تورينس كمسؤول عن الصحة والسلامة
- كارولين لانجريشي بدور ليز
- هولي جيبس في دور ميشيل

## روابط خارجية
- مطبخ الحب  في قاعدة بيانات الأفلام على الإنترنت (بالإنجليزية)
- الموقع الرسمي